# 게터 (음악가)
게터(Getter, 1993년 4월 13일 ~ )는 미국의 DJ, 음악 프로듀서, 래퍼이다.

## 음반 목록
- I Want More[ (2013)
- Smasher (2013)
- Inner Workings (2014)